# Pires

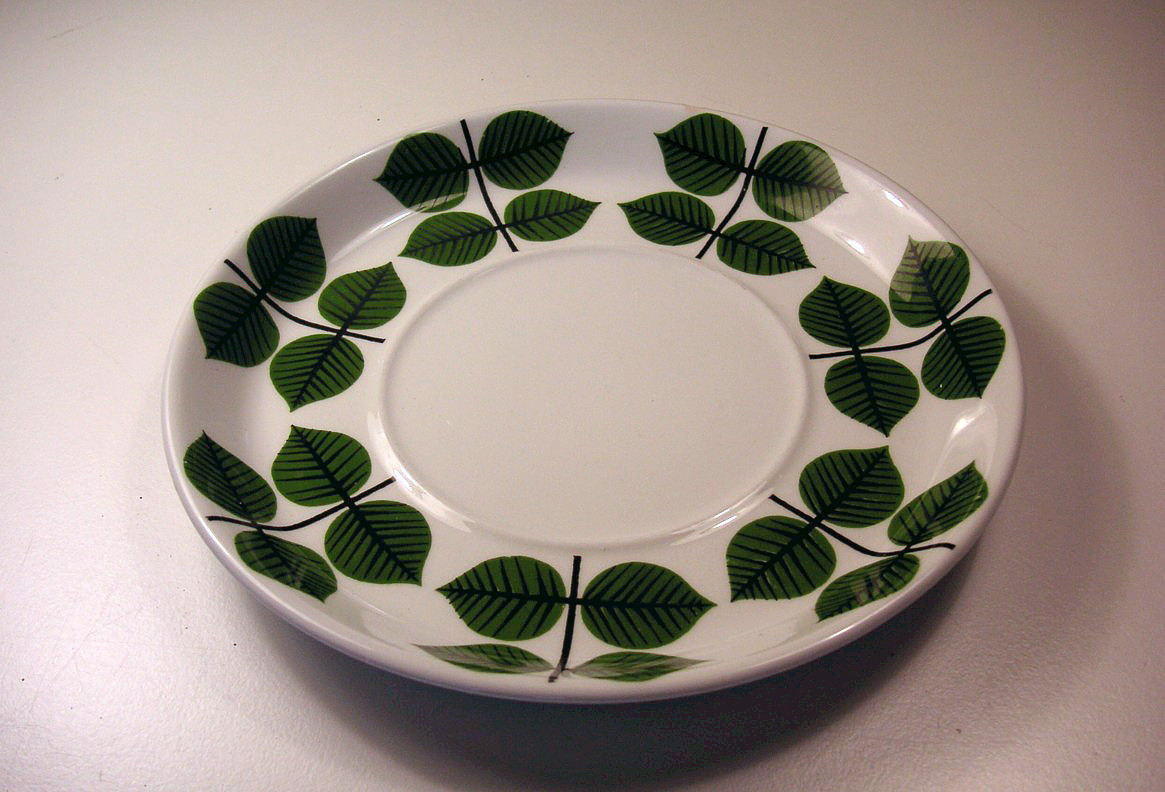
Um pires com desenho folhal

O pires é um utensílio de cozinha, concebido como se fosse um prato pequeno e que serve de base a xícaras.

## Etimologia
A palavra tem origem na Malásia.